# Massacre de Halloween
La massacre de Halloween (portuguès Massacre do Dia das Bruxas), també coneguda com a guerra dels tres dies o massacre d'octubre (massacre de outubro) es refereix als esdeveniments que van tenir lloc del 30 d'octubre a l'1 de novembre de 1992 a Luanda, Angola com a part de la Guerra Civil angolesa.

## Context
La massacre de Halloween es va produir arran de les eleccions presidencials i legislatives de 1992, que van ser les primeres en la història del país. El partit de govern, el Moviment Popular per a l'Alliberament d'Angola (MPLA), es va adjudicar la victòria en aquestes eleccions. El moviment d'oposició convertit en partit polític, la Unió Nacional per a la Independència Total d'Angola (UNITA), va posar en dubte la imparcialitat de les eleccions. Com que ni el candidat del MPLA ni el candidat d'UNITA va obtenir la majoria absoluta requerida a les eleccions presidencials, calia una segona volta segons la constitució.

## Fets
Com que ambdues parts van intensificar la retòrica de guerra, el MPLA va atacar posicions d'UNITA a Luanda. La lluita va seguir, donant lloc a la mort de molts prominents membres de la UNITA, com Jeremias Chitunda, Elias Salupeto Pena i Aliceres Mango, que van ser trets del seu vehicle i morts a trets. Milers de votants d'UNITA i del Front Nacional d'Alliberament d'Angola (FNLA) van ser assassinats a tot el país per les forces del MPLA durant tres dies.

## Resultats
Uns 10.000 seguidors d'UNITA i del FNLA foren assassinats per les forces del MPLA, la majoria d'ells pertanyents als grups ètnics ovimbundu i bakongo. Altres estimacions, basades en xifres de l'església, estimen que van ser assassinats de 25.000 a 40.000 partidaris d'UNITA i FNLA.